# Prima Divisione Puglia 1949-1950
La Prima Divisione fu il massimo campionato regionale di calcio disputato in Puglia nella stagione 1949-1950.

## Girone A

### Squadre partecipanti
| Club                       | Città                |
| -------------------------- | -------------------- |
| A.S. Andria                | Andria (BA)          |
| U.S. Corato                | Corato (BA)          |
| G.S. Dopolavoro Ferrovieri | Bari                 |
| A.S. F.U.C.I.              | Rutigliano (BA)      |
| U.S. Giovinazzo            | Giovinazzo (BA)      |
| S.S. Grumese               | Grumo Appula (BA)    |
| A.S. Ortanova              | Ortanova (FG)        |
| A.S. Palo                  | Palo del Colle (BA)  |
| S.S. Pro Gioia             | Gioia del Colle (BA) |
| A.S. Putignano             | Putignano (BA)       |
| U.S. San Severo            | San Severo (FG)      |
| A.P. Trani                 | Trani (BA)           |

### Classifica finale
|  | Pos. | Squadra              | Pt  | G   | V   | N  | P   | GF  | GS  |
|  | ---- | -------------------- | --- | --- | --- | -- | --- | --- | --- |
|  | 1.   | Corato               | 36  | 22  | 15  | 6  | 1   | 61  | 14  |
|  | 2.   | Pro Gioia            | 34  | 22  | 15  | 4  | 3   | 59  | 13  |
|  | 3.   | Putignano            | 28  | 22  | 13  | 2  | 7   | 59  | 35  |
|  | 4.   | Palo                 | 27  | 22  | 10  | 7  | 5   | 48  | 26  |
|  | 5.   | Trani                | 24  | 22  | 9   | 6  | 7   | 26  | 18  |
|  | 5.   | San Severo           | 24  | 22  | 10  | 4  | 8   | 41  | 40  |
|  | 7.   | Grumese              | 19  | 22  | 8   | 3  | 11  | 35  | 40  |
|  | 8.   | FUCI Rutigliano      | 18  | 22  | 9   | 0  | 13  | 30  | 58  |
|  | 9.   | Andria               | 17  | 22  | 6   | 5  | 11  | 27  | 39  |
|  | 10.  | Giovinazzo           | 13  | 22  | 4   | 5  | 13  | 22  | 53  |
|  | 10.  | Dop. Ferrovieri Bari | 13  | 22  | 5   | 3  | 14  | 20  | 56  |
|  | 12.  | Ortanova             | 11  | 22  | 5   | 1  | 16  | 22  | 58  |
|  |      |                      | 264 | 264 | 109 | 46 | 109 | 450 | 450 |

Legenda:
      Promosso in Promozione 1950-1951.
Note:
Due punti a vittoria, uno a pareggio, zero a sconfitta.
Il Putignano è poi stato ammesso in Promozione per volontà federale.

## Girone B

### Squadre partecipanti
| Club               | Città           |
| ------------------ | --------------- |
| U.S. Carosino      | Carosino (TA)   |
| A.S. Fasano        | Fasano (BR)     |
| A.S. Grottaglie    | Grottaglie (TA) |
| A.S. Matera Calcio | Matera          |
| U.S. Neritina      | Nardò (LE)      |
| A.S. Oria          | Oria (BR)       |
| A.S. Ostuni        | Ostuni (BR)     |
| A.S. Squinzano     | Squinzano (LE)  |
| U.S. Tarantina     | Taranto         |
| A.S. Totò Cezzi    | Novoli (LE)     |

### Classifica finale
|  | Pos. | Squadra       | Pt  | G   | V  | N  | P  | GF  | GS  |
|  | ---- | ------------- | --- | --- | -- | -- | -- | --- | --- |
|  | 1.   | AS Grottaglie | 26  | 18  | 12 | 2  | 4  | 31  | 12  |
|  | 2.   | Ostuni        | 25  | 18  | 10 | 5  | 3  | 32  | 16  |
|  | 3.   | Squinzano     | 22  | 18  | 10 | 2  | 6  | 42  | 28  |
|  | 4.   | Fasano        | 21  | 18  | 9  | 3  | 6  | 27  | 19  |
|  | 5.   | Novoli        | 20  | 18  | 9  | 2  | 7  | 40  | 23  |
|  | 5.   | Oria          | 20  | 18  | 8  | 4  | 6  | 34  | 26  |
|  | 7.   | Neritina      | 19  | 18  | 9  | 1  | 8  | 36  | 33  |
|  | 8.   | Tarantina     | 14  | 18  | 6  | 2  | 10 | 25  | 40  |
|  | 9.   | Matera        | 11  | 18  | 5  | 1  | 12 | 16  | 50  |
|  | 10.  | Carosino      | 2   | 18  | 0  | 2  | 16 | 15  | 51  |
|  |      |               | 180 | 180 | 78 | 24 | 78 | 298 | 298 |

Legenda:
      Promosso in Promozione 1950-1951.
Note:
Due punti a vittoria, uno a pareggio, zero a sconfitta.
Matera e Ostuni sono poi stati ammessi in Promozione.